# Weitsprung

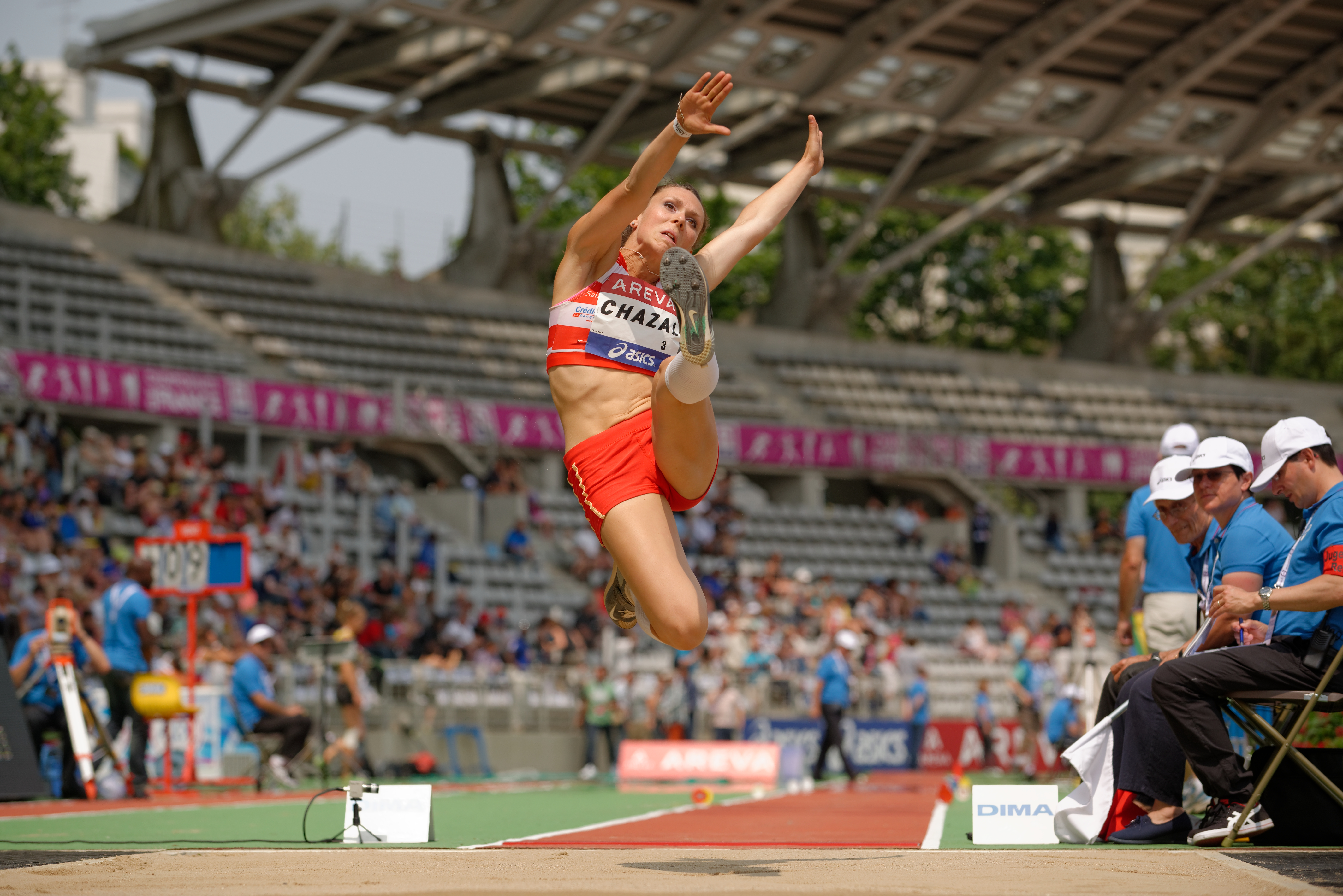
Weitspringerin

Als Weitsprung bezeichnet man eine olympische Disziplin der Leichtathletik, in der ein Sportler versucht, nach einem Anlauf mittels eines einzelnen Sprungs eine möglichst große Weite zu erzielen.
Die besten Weitspringer erreichen bei den Männern fast neun Meter (Weltrekord: 8,95 m) und bei den Frauen über sieben Meter (Weltrekord: 7,52 m).
Weitsprung wird als Einzeldisziplin sowie als Mehrkampfdisziplin (Siebenkampf, Zehnkampf) ausgetragen. Als Abwandlung gibt es den Dreisprung. Der Weitsprung ist seit 1896 in Athen olympische Disziplin für Männer und seit 1948 in London für Frauen. Von 1900 in Paris bis 1912 in Stockholm wurde bei Olympischen Spielen auch ein Wettbewerb im Standweitsprung, ohne Anlauf, ausgetragen.

## Geschichte

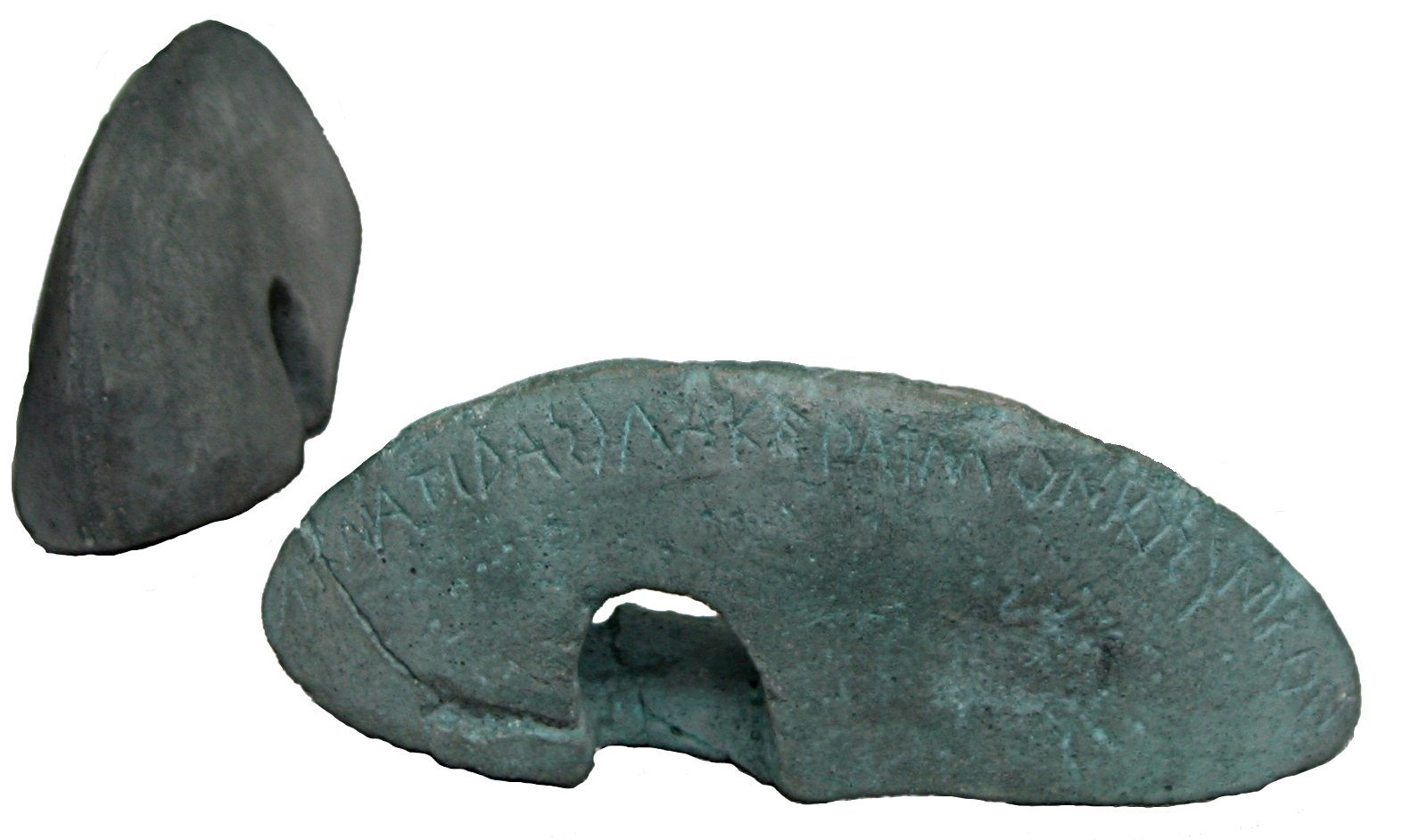
Griechische Sprunggewichte

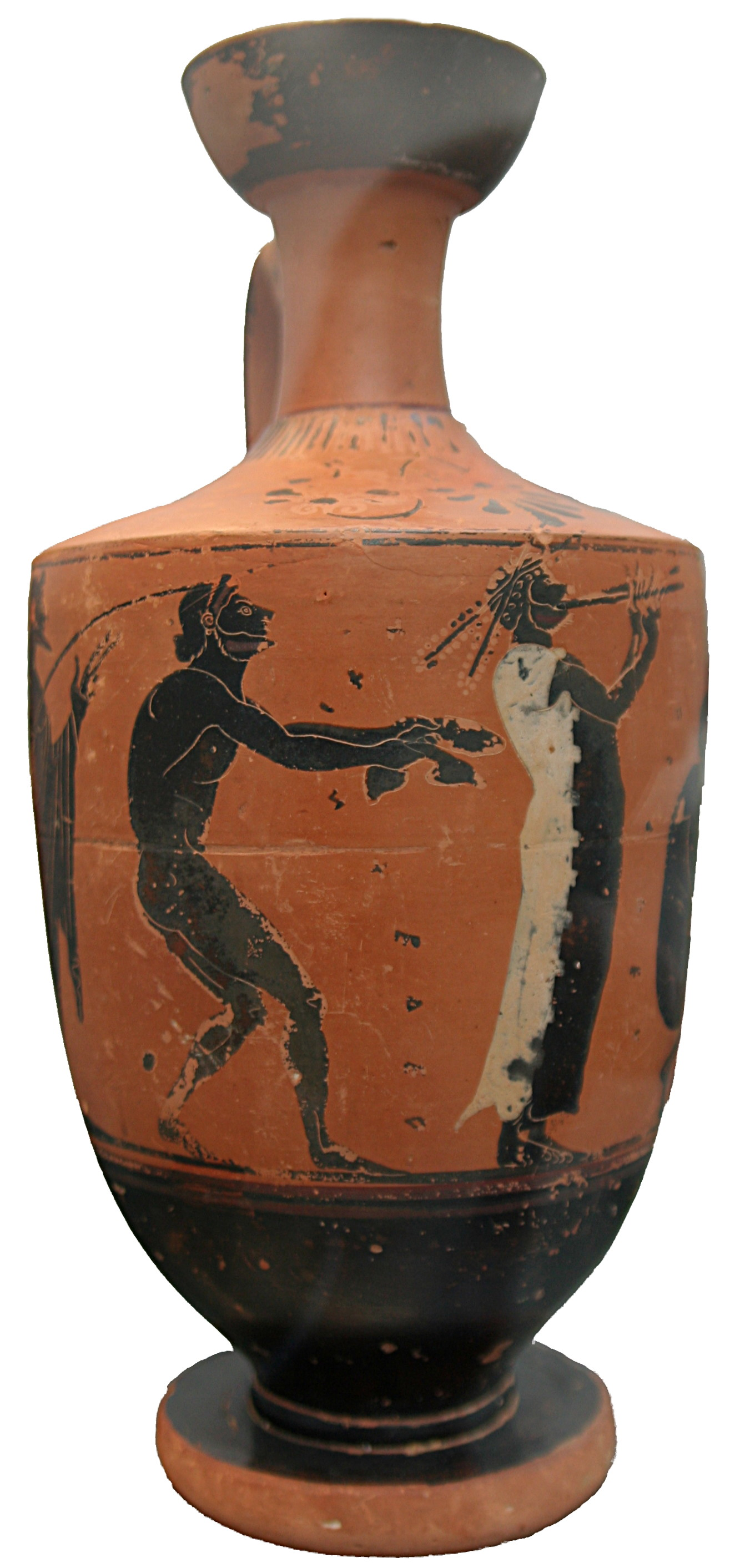
Griechischer Springer mit Gewichten, links ein Kampfrichter, rechts ein Flötenspieler mit Doppelaulos

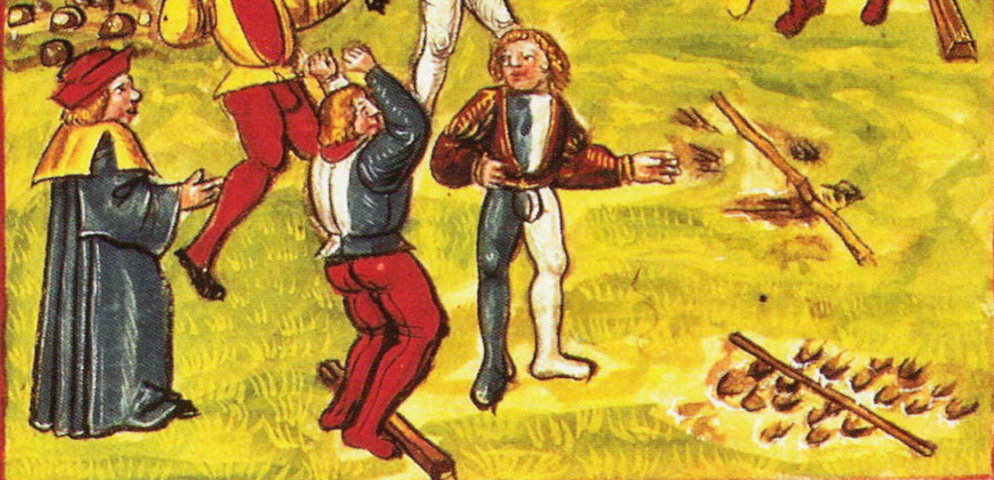
Weitsprung aus dem Stand. Diebold Schilling der Jüngere: Luzerner Chronik von 1513

Schon im Altertum wurde das Weitspringen praktiziert. Bei den Griechen war es Teildisziplin des Pentathlon. Die Sportler sprangen von einer Art Schwelle (Bater) ab, die den Beginn des Skamma markierte, eines 50 Fuß (ca. 15 Meter) langen Bereichs, in dem das Erdreich aufgelockert war, um die Abdrücke besser zu erkennen. Nachrichten über Siegesweiten jenseits des Endes des Skamma legen einen Mehrfachsprung nahe. Weil die Zahl fünf beim Pentathlon eine besondere Rolle spielt (auch beim Speer- und Diskuswurf hatte jeder Teilnehmer fünf Versuche), ist am wahrscheinlichsten eine Folge von fünf Sprüngen aus dem Stand. Für den Standsprung spricht auch die Verwendung von Sprunggewichten (Halteres) aus Stein oder Metall, die nur beim Sprung aus dem Stand einen Vorteil durch Erhöhung des Schwunges bringen, sowie die Nachricht, der Weitsprung sei durch Musik auf einem Aulos, einer Art Flöte oder Schalmei begleitet worden, die eventuell den Sprungrhythmus vorgab.
Der Absprungbalken wurde 1886 das erste Mal eingeführt. Seit den ersten Olympischen Spielen der Neuzeit 1896 in Athen gehört Weitsprung für die Männer und seit London 1948 auch für die Frauen zu den olympischen Wettbewerben.
Bereits bei der erstmaligen Teilnahme von Frauen an den Deutschen Meisterschaften, 14. und 15. August 1920, gehörte der Weitsprung zum Wettkampfprogramm (zusammen mit 100-Meter-Lauf, 4-mal-100-Meter-Staffel und Kugelstoßen).
Anfang der 1970er kam die Technik des Saltoweitsprungs auf, die jedoch 1974 ohne offizielle Begründung verboten wurde.
Beim ISTAF Indoor in Düsseldorf am 9. Februar 2025 wurde erstmals ein offizieller Wettbewerb ausgetragen, bei der der Absprung nicht wie üblich von einem Absprungbalken, sondern testweise innerhalb einer 40 Zentimeter langen Absprungszone (engl.: take-off-zone) erfolgte. Zur Weitenmessung wurden Hightech-Kameras eingesetzt, wodurch die Ermittlung der tatsächlichen Sprungweite ermöglicht wird.

## Meilensteine
Männer:
- erste registrierte Weite für Berufssportler: 5,41 m Adam Wilson (GBR), 26. September 1827 in Innerleithen
- erste registrierte Weite für Amateursportler: 5,94 m, Edward Bourke (GBR), 17. März 1857 in Cambridge
- erster offizieller Weltrekord: 7,61 m, Peter O’Connor (Vereinigtes Königreich von Großbritannien und Irland), 5. August 1901
- erster Sprung über 8 Meter: 8,13 m, Jesse Owens (USA), 25. Mai 1935
- erster Sprung über 8,50 Meter: 8,90 m, Bob Beamon (USA), 18. Oktober 1968 (Verbesserung des alten Weltrekords, 8,35 m, um 55 Zentimeter)
- erster Sprung über 8,90 Meter: 8,95 m, Mike Powell (USA), 30. August 1991 in Tokio

Frauen:
- erste registrierte Weite: 3,48 m, Emma Baker (USA), 9. November 1895 in Poughkeepsie.
- erster offizieller Weltrekord: 5,16 m, Marie Mejzlíková (TCH), 6. August 1922.
- erster Sprung über 5,50 Meter: 5,50 m, Kinue Hitomi (JPN), 28. August 1926.
- erster Sprung über 6 Meter: 6,12 m, Christel Schulz (GER), 30. Juli 1939 in München.
- erster Sprung über 6,50 Meter: 6,53 m, Tatjana Schtschelkanowa (URS), 10. Juni 1962.
- erster Sprung über 7 Meter: 7,07 m, Vilma Bardauskienė (URS), 18. August 1979.
- erster Sprung über 7,50 Meter: 7,52 m, Galina Tschistjakowa (URS), 11. Juni 1988.

## Erfolgreichste Sportler
Männer:
- Mike Powell (USA): Weltrekordhalter (8,95 m), Weltmeister 1991 und 1993, Olympiazweiter 1988 und 1992; Weltrekordhalter seit 1991
- Bob Beamon (USA): Olympiarekordhalter (8,90 m) seit 1968; Weltrekordhalter von 1968 bis 1991
- Carl Lewis (USA): Vier Olympiasiege in Folge (1984, 1988, 1992, 1996), Weltmeister 1983 und 1987 sowie Weltmeisterschaftszweiter 1991
- Iván Pedroso (CUB): Olympiasieger 2000 sowie vier Weltmeistertitel in Folge (1995, 1997, 1999, 2001)
- Ralph Boston (USA): Olympiasieger 1960, Olympiazweiter 1964, Olympiadritter 1968, Weltrekordhalter von 1960 bis 1962 und 1964 bis 1968; insgesamt sechsmal Verbesserung des Weltrekords (zuletzt 8,35 m)
- Igor Ter-Owanesjan (UdSSR), Weltrekordhalter 1962 (8,31 m), 1967 (8,35 m, Wiederholung), Europameister 1958, 1962, 1969, Olympiadritter 1960, 1964
- Jesse Owens (USA), Weltrekordhalter von 1935 bis 1960, Olympiasieger 1936
- Meyer Prinstein (USA): Olympiasieger 1904, Sieger der Olympischen Zwischenspiele 1906 sowie Olympiadritter 1900
- Erfolgreichster Deutscher: Lutz Dombrowski, Olympiasieger 1980 (für die DDR startend)

Frauen:
- Heike Drechsler (GER), Olympiasiegerin: 1992 und 2000, Weltmeisterin 1983 und 1993, Olympiazweite 1988, Weltmeisterschaftszweite 1991, Weltmeisterschaftsdritte 1987 bis 1990 für die DDR startend
- Jackie Joyner-Kersee (USA): Olympiasiegerin 1988, Olympiadritte 1992 und 1996; Weltmeisterin 1987 und 1991
- Fiona May (ITA): Weltmeisterin 1995 und 2001, Weltmeisterschaftszweite 1999, Weltmeisterschaftsdritte 1997
- Malaika Mihambo (GER): Olympiasiegerin 2021, Weltmeisterin 2019 und 2022, Europameisterin 2018 und 2024
- Brittney Reese (USA): Olympiasiegerin 2012, Olympiazweite 2016 und 2020, Weltmeisterin 2009, 2011, 2013 und 2017
- Galina Tschistjakowa (Slowakei): seit dem 11. Juni 1988 Inhaberin des Frauenweltrekords mit 7,52 m und einzige Frau, die jemals 7,50 m übersprang.

Weitere erfolgreiche deutsche Weitspringerinnen: Heide Rosendahl, Olympiasiegerin 1972 für die BRD; Angela Voigt, Olympiasiegerin 1976 für die DDR.

## Voraussetzungen
Bei einem Weitsprung benötigt man grundlegende motorische Fähigkeiten, die durch gezieltes Training verbessert werden können. Vor allem Schnelligkeit, Sprungkraft, Gewandtheit und Beweglichkeit sind Grundvoraussetzung. Die Sprintschnelligkeit ist für eine große Gesamtsprungweite von besonderer Bedeutung.

## Phasen des Weitsprungs

### Anlauf
Die Länge eines Anlaufs sollte bei Männern möglichst 40–50 Meter und bei Frauen 30–40 Meter betragen.

#### Beschleunigung
Der Anlauf ist ein Steigerungslauf und wird meistens aus dem Hochstart begonnen (kann auch aus dem Tiefstart begonnen werden). Während des Anlaufs nehmen Frequenz und Länge der Schritte bis zur Absprungvorbereitung zu. Der Rumpf sollte sich dabei allmählich aufrichten.

#### Sprungvorbereitung
Während der letzten drei bis fünf Schritte bereitet sich der Springer auf das Übersetzen des Anlaufs (horizontale Komponente) in den Sprung (vertikale Komponente) vor. Hierbei ist es wichtig, darauf zu achten, dass die Geschwindigkeit nicht verringert wird, da die Sprungweite zu zwei Dritteln vom Anlauf und nur zu einem Drittel von der Sprungkraft abhängt. Diese Übergangsphase dient zum einen der weiteren Aufrichtung des Rumpfs bis zu einer kaum merklichen Rücklage des Oberkörpers und zum anderen der Veränderung des Anlaufrhythmus während der letzten drei Schritte. Dadurch soll ein optimales Absenken des Körperschwerpunktes erreicht werden. Der vorletzte Schritt sollte 20 bis 30 Zentimeter länger als der vorhergehende und als der letzte Schritt sein. Dadurch wird der Körperschwerpunkt ein wenig gesenkt und damit der vertikale Kraftstoß durch einen längeren Beschleunigungsweg vergrößert.

### Absprung

#### Sprungbeinaufsatz
Da nach dem Absprung die Bahn des Körperschwerpunktes nicht mehr beeinflussbar ist, kommt dem Aufsetzen des Sprungbeins eine besondere Bedeutung zu. Damit ein optimaler Effekt auf die Sprungweite erreicht wird, wird das Sprungbein mit einer schnellen, greifenden Bewegung nach hinten-unten fast gestreckt über einen flachen, greifenden Fuß aufgesetzt, wobei die ganze Sohle einbezogen werden sollte.

#### Amortisationsphase
Man bezeichnet den Übergang von Anlauf zu Absprung als Amortisationsphase. Dabei sollte der Springer bestmöglich auf einen wirkungsvollen Abdruck nach vorne-oben vorbereitet werden. Das Sprungbein wird durch das leichte Nachgeben im Fuß-, Hüft-, vor allem aber im Kniegelenk, minimal gebeugt (bis 145 Grad). Während das Schwungbein das Sprungbein überholt, sollte der Fuß langsam nach vorne über die ganze Sohle abgerollt werden. Es sollte dabei darauf geachtet werden, dass der Oberkörper aufrecht bleibt und der Kopf geradeaus gerichtet bleibt. Beim Aufsetzen des Sprungbeines ist ein Bremsstoß nicht zu vermeiden. Er sollte jedoch nicht durch beispielsweise eine Stemmbewegung unnötig lang gehalten werden. Durch die Hebelwirkung des Sprungbeins kommt es zu einer Beschleunigung und Verlagerung des Körperschwerpunkts.

#### Absprungbewegung
In dieser Phase ist es wichtig, eine optimale Streckung des Körpers zu erreichen. Insbesondere die Streckung im Hüft-, Knie- und Fußgelenk sollte fast zu einem rechten Winkel mit dem aufrechten Oberkörper führen, unter Einsatz des Schwungarms bis Augenhöhe. Der letzte Moment des Absprungfußes auf dem Boden, also unmittelbar vor der Flugphase, wird „Take-off“ genannt.

### Flugphase

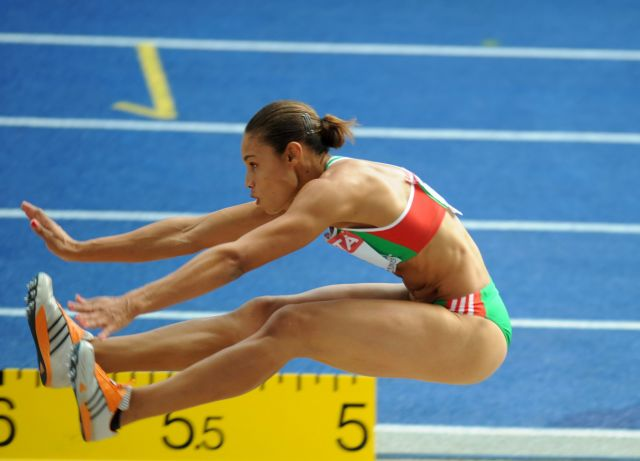
Naide Gomes während der Flugphase

Da die Flugkurve des Körperschwerpunkts in der Flugphase nicht mehr verändert werden kann, ist es nur noch möglich, mit verschiedenen Bewegungen und Techniken ein optimales Gleichgewicht während des Flugs beizubehalten, sowie sich auf eine optimale Landung vorzubereiten. Die im Spitzensport gebräuchlichste und effektivste Flugtechnik ist die Laufsprungtechnik. Bei diesem Sprungstil wird das Schwungbein nach dem Absprung nach hinten-unten geführt, gleichzeitig wird die Hüfte nach vorn gebracht, das Sprungbein wird nun zuerst gebeugt und dann streckend nach vorn bis in eine waagerechte Position geführt. Das Schwungbein wird anschließend bis in die Höhe des Absprungbeins ebenfalls nach vorn gezogen. Wichtig bei dieser Technik ist der Einsatz kreisender Arme, da diese für das Körpergleichgewicht verantwortlich sind.
Im Amateurbereich ist die Laufsprungtechnik nicht so weit verbreitet, denn diese lohnt sich erst ab einer Weite von ca. sieben Metern und ist für Amateurleichtathleten sehr kompliziert. Die verbreitetere Technik ist die Hangsprungtechnik: Beim Absprung werden die Arme seitlich ausgebreitet bis etwa in Höhe der Ohren. Die Hüfte wird leicht vorgebracht. Die Unterschenkel bilden einen Winkel zu den herabhängenden Oberschenkeln von ca. 90°. Erst kurz vor der Landung werden die Arme nach vorn geschwungen. Mit einem Kick bringt man die Unterschenkel und das gesamte Bein gleichzeitig mit den Armen nach vorn.
Die Schrittsprungtechnik ist bei Anfängern beliebt. Hier wird nach dem Absprung das Schwungbein nach vorne in einen fast gestreckten Winkel gebracht, und das Sprungbein nach hinten geführt. Daraufhin werden beide Beine in einem Kick nach vorne bewegt, ähnlich wie beim Hangsprung.
Diese Technik ist vorteilhaft, weil sie sehr einfach zu erlernen ist und für viele Leichtathleten eine natürliche Bewegung ist.

### Landung

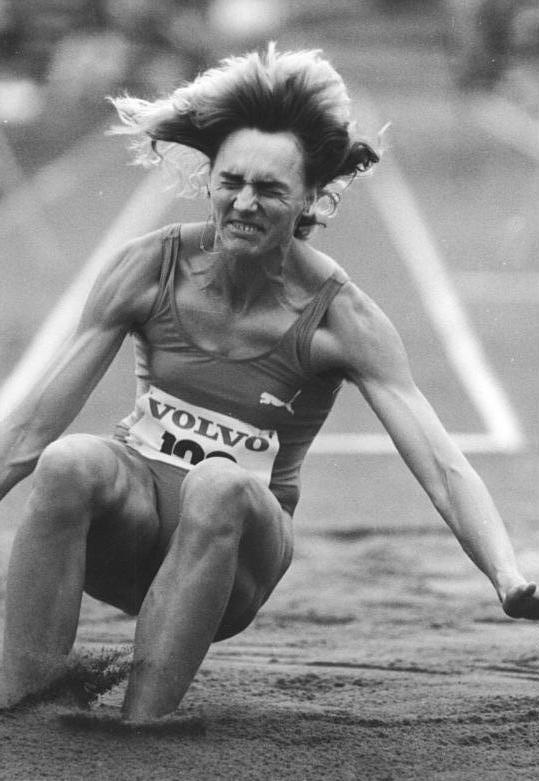
Heike Drechsler bei der Landung

Die Füße sollten in waagerechter Position und der Rumpf bis zu den Oberschenkeln gebeugt sein. Nachdem der Fuß den Boden berührt, ist ein schnelles Schieben der Hüfte über den Fußaufsatz notwendig. Fällt der Athlet nach hinten oder auf das Gesäß, so verliert er an gemessener Weite, da der dem Sprungbalken am nächsten liegende Abdruck für die Weitenmessung herangezogen wird.

## Wettkampfbestimmungen
Beim Weitsprung als Einzeldisziplin stehen jedem Athleten erst einmal drei Versuche zu. Danach dürfen die acht besten Starter drei weitere Versuche absolvieren. Sind nur maximal acht Athleten am Start, haben alle sechs Versuche. Beim Weitsprung als Bestandteil des Sieben- und Zehnkampfes dürfen alle Athleten nur dreimal springen.
Für den Anlauf ist eine Anlaufbahn von mindestens 40 Meter Länge erforderlich, die 1,22 Meter breit sein muss. Der Athlet muss von einem Balken, der in den Boden eingelassen ist, abspringen. Hierbei darf er die sogenannte Absprunglinie – so wird die Kante des Balkens genannt, die näher zur Sprunggrube liegt – nicht berühren. Direkt an der Absprunglinie wird ein Einlegebrett mit Plastilin in den Absprungbalken gelegt. Sollte der Athlet übertreten, ist in der Plastilinmasse meist ein Abdruck erkennbar. Der Abstand zwischen der Absprunglinie und der mit feuchtem Sand gefüllten Sprunggrube muss zwischen ein und drei Meter betragen – bis zum Ende der Sprunggrube müssen es mindestens zehn Meter sein. Die Sprunggrube muss zwischen 2,75 und 3 Meter breit sein.

### Fehlversuch

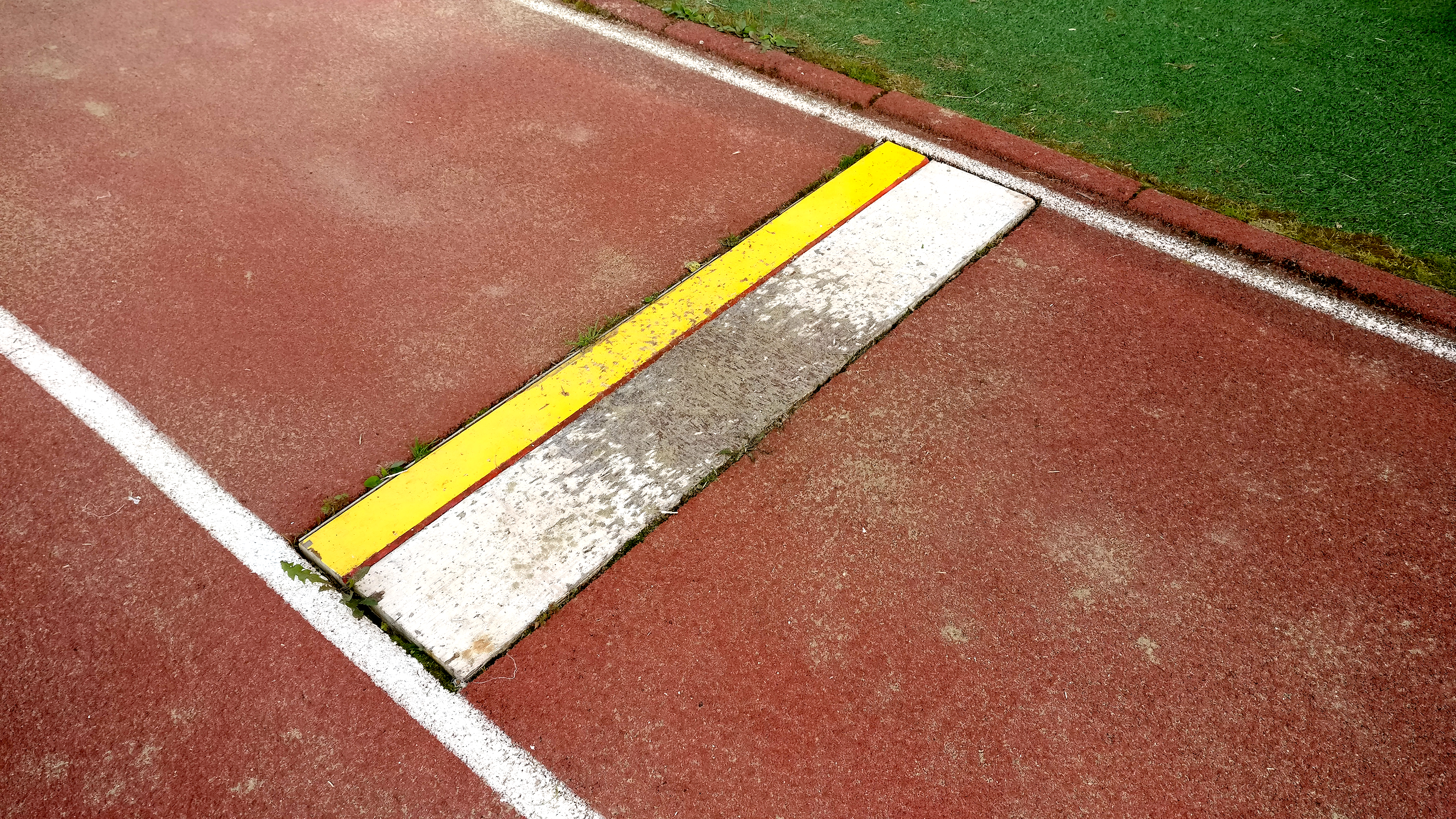
Absprungbalken

Als Fehlversuch (die Entscheidung darüber trifft der Obmann Weitsprung) werden folgende Tatbestände gewertet:
- Der Boden hinter der Absprunglinie bis hin zur Sprunggrube wird berührt.
- Der Athlet läuft durch ohne abzuspringen.
- Er verliert beim Anlauf die Richtung und springt neben dem Absprungbalken ab.
- Er führt während des Anlaufs oder Sprungs irgendeine Art von Salto aus.
- Der Boden außerhalb der Grube wird bei der Landung oder dem Verlassen der Grube als erstes an einer Stelle berührt, die näher zur Absprunglinie liegt als der Abdruck in der Grube.
- Die Versuchszeit von einer halben Minute (30 s) wird überschritten.

### Leistungsermittlung und Rangfolge
Gemessen wird die Strecke von der Absprunglinie bis zu dem dieser Linie am nächsten liegenden Abdruck, der durch den Wettkämpfer verursacht wurde. Dabei wird immer auf ganze Zentimeter abgerundet. Gewonnen hat der Athlet, der bei einem seiner Versuche die größte Weite erzielt hat. Sollte Gleichstand bei zwei oder mehr Athleten bestehen, wird die zweitbeste Weite berücksichtigt – nötigenfalls die drittbeste Weite und so weiter.

### Sonderbestimmung für Kinder
Im Bereich des DLV springen die unter 14-jährigen Kinder nicht vom Balken ab, sondern aus einer mit zwei weißen Linien markierten 80 Zentimeter langen Absprungzone. Innerhalb dieser Zone wird die Weite ab dem Punkt des Absprungs gemessen. Das bedeutet eine erhöhte Aufmerksamkeit des Kampfrichters, der den Absprungpunkt genau festzustellen hat. Springt ein Kind vor der Zone ab, wird vom Beginn der Zone gemessen, ein Absprung hinter der Zone wird als ungültig gewertet.

## Statistik

### Medaillengewinner der Olympischen Spiele

#### Männer
| Jahr | Goldmedaille        | Silbermedaille         | Bronzemedaille       |
| ---- | ------------------- | ---------------------- | -------------------- |
| 1896 | Ellery Clark        | Robert Garrett         | James Connolly       |
| 1900 | Alvin Kraenzlein    | Meyer Prinstein        | Patrick Leahy        |
| 1904 | Meyer Prinstein     | Daniel Frank           | Robert Stangland     |
| 1906 | Meyer Prinstein     | Peter O’Connor         | Hugo Friend          |
| 1908 | Frank Irons         | Daniel Kelly           | Calvin Bricker       |
| 1912 | Albert Gutterson    | Calvin Bricker         | Georg Åberg          |
| 1920 | William Petersson   | Carl Johnson           | Erik Abrahamsson     |
| 1924 | DeHart Hubbard      | Edward Gourdin         | Sverre Hansen        |
| 1928 | Ed Hamm             | Silvio Cator           | Al Bates             |
| 1932 | Ed Gordon           | Lambert Redd           | Chūhei Nambu         |
| 1936 | Jesse Owens         | Luz Long               | Naoto Tajima         |
| 1948 | Willie Steele       | Theo Bruce             | Herb Douglas         |
| 1952 | Jerome Biffle       | Meredith Gourdine      | Ödön Földessy        |
| 1956 | Greg Bell           | John Bennett           | Jorma Valkama        |
| 1960 | Ralph Boston        | Bo Roberson            | Igor Ter-Owanesjan   |
| 1964 | Lynn Davies         | Ralph Boston           | Igor Ter-Owanesjan   |
| 1968 | Bob Beamon          | Klaus Beer             | Ralph Boston         |
| 1972 | Randy Williams      | Hans Baumgartner       | Arnie Robinson       |
| 1976 | Arnie Robinson      | Randy Williams         | Frank Wartenberg     |
| 1980 | Lutz Dombrowski     | Frank Paschek          | Walerij Pidluschnyj  |
| 1984 | Carl Lewis          | Gary Honey             | Giovanni Evangelisti |
| 1988 | Carl Lewis          | Mike Powell            | Larry Myricks        |
| 1992 | Carl Lewis          | Mike Powell            | Joe Greene           |
| 1996 | Carl Lewis          | James Beckford         | Joe Greene           |
| 2000 | Iván Pedroso        | Jai Taurima            | Roman Schtschurenko  |
| 2004 | Dwight Phillips     | John Moffitt           | Joan Lino Martínez   |
| 2008 | Irving Saladino     | Godfrey Khotso Mokoena | Ibrahim Camejo       |
| 2012 | Greg Rutherford     | Mitchell Watt          | Will Claye           |
| 2016 | Jeff Henderson      | Luvo Manyonga          | Greg Rutherford      |
| 2020 | Miltiadis Tendoglou | Juan Miguel Echevarría | Maykel Massó         |
| 2024 | Miltiadis Tendoglou | Wayne Pinnock          | Mattia Furlani       |

#### Frauen
| Jahr | Goldmedaille         | Silbermedaille       | Bronzemedaille          |
| ---- | -------------------- | -------------------- | ----------------------- |
| 1948 | Olga Gyarmati        | Noëmi de Portela     | Ann-Britt Leyman        |
| 1952 | Yvette Williams      | Aleksandra Tschudina | Shirley Cawley          |
| 1956 | Elżbieta Krzesińska  | Willye White         | Nadeshda Dwalischwili   |
| 1960 | Wera Krepkina        | Elżbieta Krzesińska  | Hildrun Claus           |
| 1964 | Mary Rand            | Irena Kirszenstein   | Tatjana Schtschelkanowa |
| 1968 | Viorica Viscopoleanu | Sheila Sherwood      | Tatjana Talyschewa      |
| 1972 | Heide Rosendahl      | Diana Jorgowa        | Eva Šuranová            |
| 1976 | Angela Voigt         | Kathy McMillan       | Lidija Alfejewa         |
| 1980 | Tatjana Kolpakowa    | Brigitte Wujak       | Tetjana Skatschko       |
| 1984 | Anișoara Stanciu     | Vali Ionescu         | Sue Hearnshaw           |
| 1988 | Jackie Joyner-Kersee | Heike Drechsler      | Galina Tschistjakowa    |
| 1992 | Heike Drechsler      | Inessa Krawez        | Jackie Joyner-Kersee    |
| 1996 | Chioma Ajunwa        | Fiona May            | Jackie Joyner-Kersee    |
| 2000 | Heike Drechsler      | Fiona May            | Tatjana Kotowa          |
| 2004 | Tatjana Lebedewa     | Irina Simagina       | Tatjana Kotowa          |
| 2008 | Maurren Higa Maggi   | Blessing Okagbare    | Chelsea Hammond         |
| 2012 | Brittney Reese       | Jelena Sokolowa      | Janay DeLoach           |
| 2016 | Tianna Bartoletta    | Brittney Reese       | Ivana Španović          |
| 2020 | Malaika Mihambo      | Brittney Reese       | Ese Brume               |
| 2024 | Tara Davis-Woodhall  | Malaika Mihambo      | Jasmine Moore           |

### Medaillengewinner der Weltmeisterschaften

#### Männer
| Jahr | Goldmedaille        | Silbermedaille         | Bronzemedaille         |
| ---- | ------------------- | ---------------------- | ---------------------- |
| 1983 | Carl Lewis          | Jason Grimes           | Mike Conley Sr.        |
| 1987 | Carl Lewis          | Robert Emmijan         | Larry Myricks          |
| 1991 | Mike Powell         | Carl Lewis             | Larry Myricks          |
| 1993 | Mike Powell         | Stanislaw Tarasenko    | Witali Kirilenko       |
| 1995 | Iván Pedroso        | James Beckford         | Mike Powell            |
| 1997 | Iván Pedroso        | Erick Walder           | Kirill Sosunow         |
| 1999 | Iván Pedroso        | Yago Lamela            | Gregor Cankar          |
| 2001 | Iván Pedroso        | Savanté Stringfellow   | Carlos Calado          |
| 2003 | Dwight Phillips     | James Beckford         | Yago Lamela            |
| 2005 | Dwight Phillips     | Ignisious Gaisah       | Tommi Evilä            |
| 2007 | Irving Saladino     | Andrew Howe            | Dwight Phillips        |
| 2009 | Dwight Phillips     | Godfrey Khotso Mokoena | Mitchell Watt          |
| 2011 | Dwight Phillips     | Mitchell Watt          | Ngonidzashe Makusha    |
| 2013 | Alexander Menkow    | Ignisious Gaisah       | Luis Rivera            |
| 2015 | Greg Rutherford     | Fabrice Lapierre       | Wang Jianan            |
| 2017 | Luvo Manyonga       | Jarrion Lawson         | Ruswahl Samaai         |
| 2019 | Tajay Gayle         | Jeff Henderson         | Juan Miguel Echevarría |
| 2022 | Wang Jianan         | Miltiadis Tendoglou    | Simon Ehammer          |
| 2023 | Miltiadis Tendoglou | Wayne Pinnock          | Tajay Gayle            |

#### Frauen
| Jahr | Goldmedaille         | Silbermedaille          | Bronzemedaille        |
| ---- | -------------------- | ----------------------- | --------------------- |
| 1983 | Heike Daute          | Anișoara Cușmir         | Carol Lewis           |
| 1987 | Jackie Joyner-Kersee | Jelena Belewskaja       | Heike Drechsler       |
| 1991 | Jackie Joyner-Kersee | Heike Drechsler         | Larissa Bereschnaja   |
| 1993 | Heike Drechsler      | Larissa Bereschnaja     | Renata Nielsen        |
| 1995 | Fiona May            | Niurka Montalvo         | Irina Muschailowa     |
| 1997 | Ljudmila Galkina     | Niki Xanthou            | Fiona May             |
| 1999 | Niurka Montalvo      | Fiona May               | Marion Jones          |
| 2001 | Fiona May            | Tatjana Kotowa          | Niurka Montalvo       |
| 2003 | Eunice Barber        | Tatjana Kotowa          | Anju Bobby George     |
| 2005 | Tianna Madison       | Eunice Barber           | Yargelis Savigne      |
| 2007 | Tatjana Lebedewa     | Ljudmila Koltschanowa   | Tatjana Kotowa        |
| 2009 | Brittney Reese       | Tatjana Lebedewa        | Karin Mey Melis       |
| 2011 | Brittney Reese       | Olga Kutscherenko       | Ineta Radēviča        |
| 2013 | Brittney Reese       | Blessing Okagbare       | Ivana Španović        |
| 2015 | Tianna Bartoletta    | Shara Proctor           | Ivana Španović        |
| 2017 | Brittney Reese       | Darja Klischina         | Tianna Bartoletta     |
| 2019 | Malaika Mihambo      | Maryna Bech-Romantschuk | Ese Brume             |
| 2022 | Malaika Mihambo      | Ese Brume               | Letícia Melo          |
| 2023 | Ivana Vuleta         | Tara Davis              | Alina Rotaru-Kottmann |

### Weltrekordentwicklung

#### Männer
| Weite (m) | Name               | Datum              | Ort          |
| --------- | ------------------ | ------------------ | ------------ |
| 7,61      | Peter O’Connor     | 5. August 1901     | Dublin       |
| 7,69      | Edward Gourdin     | 23. Juli 1921      | Cambridge    |
| 7,76      | Robert LeGendre    | 7. Juli 1924       | Paris        |
| 7,89      | DeHart Hubbard     | 13. Juni 1925      | Chicago      |
| 7,90      | Ed Hamm            | 7. Juli 1928       | Cambridge    |
| 7,93      | Sylvio Cator       | 9. September 1928  | Paris        |
| 7,98      | Nambu Chūhei       | 27. Oktober 1931   | Tokio        |
| 8,13      | Jesse Owens        | 25. Mai 1935       | Ann Arbor    |
| 8,21      | Ralph Boston       | 12. August 1960    | Walnut       |
| 8,24      | Ralph Boston       | 27. Mai 1961       | Modesto      |
| 8,28      | Ralph Boston       | 16. Juli 1961      | Moskau       |
| 8,31      | Igor Ter-Owanesjan | 10. Juni 1962      | Jerewan      |
| 8,33      | Phil Shinnick      | 25. Mai 1963       | Modesto      |
| 8,31      | Ralph Boston       | 15. August 1964    | Kingston     |
| 8,34      | Ralph Boston       | 12. September 1964 | Los Angeles  |
| 8,35      | Ralph Boston       | 29. Mai 1965       | Modesto      |
| 8,35      | Igor Ter-Owanesjan | 19. Oktober 1967   | Mexiko-Stadt |
| 8,90      | Bob Beamon         | 18. Oktober 1968   | Mexiko-Stadt |
| 8,95      | Mike Powell        | 30. August 1991    | Tokio        |

- Phil Shinnick bekam seinen Weltrekord am 28. Juni 2021 nachträglich von der World Athletics anerkannt.[7]

#### Frauen
* : Als Weltrekord durch die Frauensportorganisation FSFI anerkannt, bevor der Leichtathletik-Weltverband World Athletics Weltrekorde für den Frauenweitsprung führte.
| Weite (m) | Name                    | Datum              | Ort          |
| --------- | ----------------------- | ------------------ | ------------ |
| 5,16 *    | Marie Mejzlíková        | 6. August 1922     | Prag         |
| 5,30 *    | Marie Mejzlíková        | 23. September 1923 | Prag         |
| 5,485 *   | Muriel Gunn             | 2. August 1926     | London       |
| 5,50 *    | Hitomi Kinue            | 28. August 1926    | Göteborg     |
| 5,575 *   | Muriel Gunn             | 1. August 1927     | London       |
| 5,98      | Hitomi Kinue            | 20. Mai 1928       | Osaka        |
| 6,12      | Christel Schulz         | 30. Juli 1939      | Berlin       |
| 6,25      | Fanny Blankers-Koen     | 19. September 1943 | Leiden       |
| 6,28      | Yvette Williams         | 20. Februar 1954   | Gisborne     |
| 6,28      | Galina Winogradowa      | 11. September 1955 | Moskau       |
| 6,31      | Galina Winogradowa      | 18. November 1955  | Tiflis       |
| 6,35      | Elżbieta Krzesińska     | 20. August 1956    | Budapest     |
| 6,35      | Elżbieta Krzesińska     | 27. November 1956  | Melbourne    |
| 6,40      | Hildrun Claus           | 7. August 1960     | Erfurt       |
| 6,42      | Hildrun Claus           | 23. Juni 1961      | Berlin       |
| 6,48      | Tatjana Schtschelkanowa | 16. Juli 1961      | Moskau       |
| 6,53      | Tatjana Schtschelkanowa | 10. Juni 1962      | Leipzig      |
| 6,70      | Tatjana Schtschelkanowa | 4. Juli 1964       | Moskau       |
| 6,76      | Mary Rand               | 14. Oktober 1964   | Tokio        |
| 6,82      | Viorica Viscopoleanu    | 14. Oktober 1968   | Mexiko-Stadt |
| 6,84      | Heide Rosendahl         | 3. September 1970  | Turin        |
| 6,92      | Angela Voigt            | 9. Mai 1976        | Dresden      |
| 6,99      | Sigrun Siegl            | 19. Mai 1976       | Dresden      |
| 7,07      | Vilma Bardauskienė      | 18. August 1978    | Chișinău     |
| 7,09      | Vilma Bardauskienė      | 29. August 1978    | Prag         |
| 7,15      | Anișoara Cușmir         | 1. August 1982     | Bukarest     |
| 7,20      | Vali Ionescu            | 1. August 1982     | Bukarest     |
| 7,21      | Anișoara Cușmir         | 15. Mai 1983       | Bukarest     |
| 7,27      | Anișoara Cușmir         | 4. Juni 1983       | Bukarest     |
| 7,43      | Anișoara Cușmir         | 4. Juni 1983       | Bukarest     |
| 7,44      | Heike Drechsler         | 22. September 1985 | Berlin       |
| 7,45      | Heike Drechsler         | 21. Juni 1986      | Tallinn      |
| 7,45      | Heike Drechsler         | 3. Juli 1986       | Dresden      |
| 7,45      | Jackie Joyner-Kersee    | 13. August 1987    | Indianapolis |
| 7,45      | Galina Tschistjakowa    | 11. Juni 1988      | Leningrad    |
| 7,52      | Galina Tschistjakowa    | 11. Juni 1988      | Leningrad    |

### Weltbestenliste

#### Männer
Alle Springer mit einer Leistung von 8,45 m oder weiter. In Klammern: Wind in m/s. A: Weite wurde unter Höhenbedingungen erzielt. Letzte Veränderung: 16. August 2024
1. 8,95 m (0,3)  Mike Powell, Tokio, 30. August 1991
2. 8,90 m A (2,0)  Bob Beamon, Mexiko-Stadt, 18. Oktober 1968
3. 8,87 m (−0,2)  Carl Lewis, Tokio, 30. August 1991
4. 8,86 m A (1,9)  Robert Emmijan, Zaghkadsor, 22. Mai 1987 (Europarekord)
5. 8,74 m (1,4)  Larry Myricks, Indianapolis, 18. Juli 1988
6. 8,74 m A (2,0)  Erick Walder, El Paso, 2. April 1994
7. 8,74 m (−1,2)  Dwight Phillips, Eugene, 7. Juni 2009
8. 8,73 m (1,2)  Irving Saladino, Hengelo, 24. Mai 2008
9. 8,71 m (1,9)  Iván Pedroso, Salamanca, 18. Juli 1995
10. 8,69 m (0,5)  Tajay Gayle, Doha, 28. September 2019
11. 8,68 m (1,7)  Juan Miguel Echevarría, Bad Langensalza, 30. Juni 2018
12. 8,66 m (1,6)  Louis Tsatoumas, Kalamata, 2. Juni 2007
13. 8,65 m (1,3)  Luvo Manyonga, Potchefstroom, 22. April 2017
14. 8,65 m (−0,3)  Miltiadis Tendoglou, Rom, 8. Juni 2024
15. 8,63 m (0,5)  Kareem Streete-Thompson, Linz, 4. Juli 1994
16. 8,62 m (0,7)  James Beckford, Orlando, 5. April 1997
17. 8,58 m (1,8)  Jarrion Lawson, Eugene, 3. Juli 2016
18. 8,56 m (1,3)  Yago Lamela, Turin, 24. Juni 1999
19. 8,56 m (0,2)  Alexander Menkow, Moskau, 16. August 2013
20. 8,54 m (0,9)  Lutz Dombrowski, Moskau, 28. Juli 1980 (deutscher Rekord)
21. 8,54 m (1,7)  Mitchell Watt, Stockholm, 29. Juli 2011
22. 8,54 m (1,2)  Wayne Pinnock, Budapest, 23. August 2023
23. 8,53 m (1,2)  Jaime Jefferson, Havanna, 12. Mai 1990
24. 8,52 m (0,7)  Savanté Stringfellow, Palo Alto, 21. Juni 2002
25. 8,52 m (1,8)  Jeff Henderson, Toronto, 22. Juli 2015
26. 8,51 m (1,7)  Roland McGhee, São Paulo, 14. Mai 1995
27. 8,51 m (1,7)  Greg Rutherford, Chula Vista, 24. April 2014
28. 8,50 m (0,2)  Llewellyn Starks, Rhede, 7. Juli 1991
29. 8,50 m (1,3)  Godfrey Khotso Mokoena, Madrid, 4. Juli 2009
30. 8,49 m (2,0)  Melvin Lister, Baton Rouge, 13. Mai 2000
31. 8,49 m (0,6)  Jai Taurima, Sydney, 28. September 2000
32. 8,49 m (1,6)  Sebastian Bayer, Ulm, 4. Juli 2009
33. 8,49 m (0,7)  Christian Reif, Weinheim, 31. Mai 2013
34. 8,49 m (−0,8)  Ruswahl Samaai, Potchefstroom, 22. April 2017
35. 8,48 m (0,8)  Joe Greene, São Paulo, 14. Mai 1995
36. 8,48 m (0,6)  Mohamed Salman al-Khuwalidi, Sotteville-lès-Rouen 2. Juli 2006
37. 8,47 m (1,9)  Kevin Dilworth, Abilene, 9. Mai 1996
38. 8,47 m (0,9)  John Moffitt, Athen, 26. August 2004
39. 8,47 m (−0,2)  Andrew Howe, Osaka, 30. August 2007
40. 8,47 m (0,0)  Li Jinzhe, Bad Langensalza, 28. Juni 2014
41. 8,47 m (0,7)  Wang Jianan, Guiyang, 16. Juni 2018
42. 8,47 m (−0,2)  JuVaughn Harrison, 27. Juni 2021 in Eugene
43. 8,46 m (1,2)  Leonid Woloschin, Tallinn, 5. Juli 1988
44. 8,46 m (1,6)  Mike Conley Sr., Springfield, 4. Mai 1996
45. 8,46 m (1,8)  Cheikh Tidiane Touré, Bad Langensalza, 15. Juni 1997
46. 8,46 m A (0,0)  Miguel Pate, Mexiko-Stadt, 3. Mai 2003
47. 8,46 m (0,3)  Ibrahim Camejo, Bilbao, 21. Juni 2008
48. 8,46 m (1,3)  Luis Rivera, Kasan, 12. Juli 2013
49. 8,45 m (2,0)  Nenad Stekić, Montreal, 25. Juli 1975
50. 8,45 m (0,8)  Marquise Goodwin, Baie-Mahault, 14. Mai 2016
51. 8,45 m (0,2)  Simon Ehammer, Götzis, 28. Mai 2022 (Schweizer Rekord; zugleich Weltbestleistung innerhalb eines Zehnkampfwettbewerbs)

- österreichischer Rekord: 8,30 m Andreas Steiner, Innsbruck, 4. Juni 1988

#### Frauen
Alle Springerinnen mit einer Leistung von 7,06 m oder weiter. In Klammern: Wind in m/s. A: Sprung unter Höhenbedingungen.
Letzte Veränderung: 2. Juni 2025
1. 7,52 m (1,4)  Galina Tschistjakowa, Leningrad, 11. Juni 1988
2. 7,49 m (1,3)  Jackie Joyner-Kersee, New York City, 22. Mai 1994
3. 7,48 m (1,2)  Heike Drechsler, Neubrandenburg, 9. Juli 1988 (deutscher Rekord)
4. 7,43 m (1,4)  Anișoara Stanciu, Bukarest, 4. Juni 1983
5. 7,42 m (2,0)  Tatjana Kotowa, Annecy, 23. Juni 2002
6. 7,39 m (0,5)  Jelena Belewskaja, Brjansk, 18. Juli 1987
7. 7,37 m  Inessa Krawez, Kiew, 13. Juni 1992
8. 7,33 m (0,4)  Tatjana Lebedewa, Tula, 31. Juli 2004
9. 7,31 m (1,5)  Olena Chlopotnowa, Alma-Ata, 12. September 1985
10. 7,31 m (1,9)  Marion Jones, Eugene, 31. Mai 1998
11. 7,31 m (1,7)  Brittney Reese, Eugene, 2. Juli 2016
12. 7,30 m (−0,8)  Malaika Mihambo, Doha, 6. Oktober 2019
13. 7,27 m (−0,4)  Irina Simagina, Tula, 31. Juli 2004
14. 7,26 m A (1,8)  Maurren Higa Maggi, Bogotá, 26. Juni 1999
15. 7,24 m (1,0)  Laryssa Bereschna, Granada, 25. Mai 1991
16. 7,24 m  Ivana Vuleta, Belgrad, 5. März 2017
17. 7,21 m (1,6)  Helga Radtke, Dresden, 26. Juli 1984
18. 7,21 m (1,9)  Ljudmila Koltschanowa, Sotschi, 27. Mai 2007
19. 7,20 m (−0,5)  Vali Ionescu-Constantin, Bukarest, 1. August 1982
20. 7,20 m (2,0)  Irena Ozenko, Budapest, 12. September 1986
21. 7,20 m (0,8)  Jelena Sintschukowa, Budapest, 20. Juni 1991
22. 7,20 m (0,7)  Irina Muschailowa, Sankt Petersburg, 14. Juli 1994
23. 7,18 m A  Tara Davis-Woodhall, Albuquerque, 16. Februar 2024
24. 7,17 m (1,8)  Irina Waljukewitsch, Brjansk, 18. Juli 1987
25. 7,17 m (0,6)  Tianna Bartoletta, Rio de Janeiro, 17. August 2016
26. 7,17 m (1,1)  Ese Brume, Chula Vista, 29. Mai 2021
27. 7,16 m  Iolanda Tschen, Moskau, 30. Juli 1988
28. 7,16 m A (−0,1)  Elva Goulbourne, Mexiko-Stadt, 22. Mai 2004
29. 7,16 m (1,6)  Sosthene Moguenara, Weinheim, 28. Mai 2016
30. 7,14 m (1,8)  Nijolė Medvedeva, Riga, 4. Juni 1988
31. 7,14 m (1,2)  Mirela Dulgheru-Renda, Sofia, 5. Juli 1992
32. 7,13 m (2,0)  Olga Kutscherenko, Sotschi, 27. Mai 2010
33. 7,13 m (1,8)  Brooke Buschkuehl, Chula Vista, 9. Juli 2022
34. 7,12 m (1,6)  Sabine John, Dresden, 19. Mai 1984
35. 7,12 m (0,9)  Chioma Ajunwa, Atlanta, 2. August 1996
36. 7,12 m (−0,3)  Naide Gomes, Monaco, 29. Juli 2008
37. 7,11 m (0,8)  Fiona May, Budapest, 22. August 1998
38. 7,11 m (1,3)  Anna Nasarowa, Moskau, 20. Juni 2012
39. 7,10 m (1,6)  Chelsea Hayes, Eugene, 1. Juli 2012
40. 7,09 m (0,0)  Vilma Bardauskienė, Prag, 29. August 1978
41. 7,09 m (1,6)  Ljudmila Ninova-Rudoll, Sevilla, 5. Juni 1994 (österreichischer Rekord)
42. 7,08 m (0,5)  Marieta Ilcu, Pitești, 25. Juni 1989
43. 7,08 m (1,9)  Nastassja Mirontschyk-Iwanowa, Minsk, 12. Juni 2012
44. 7,08 m (1,4)  Chantel Malone, Hollywood, 27. März 2021
45. 7,08 m (1,9)  Ackelia Smith, Tampa, 13. Mai 2023
46. 7,07 m (0,0)  Swetlana Sorina, Krasnodar, 15. August 1987
47. 7,07 m (0,5)  Jelena Sokolowa, London, 8. August 2012
48. 7,07 m (0,4)  Shara Proctor, Peking, 28. August 2015
49. 7,06 m (0,4)  Tatjana Kolpakowa, Moskau, 31. Juli 1980
50. 7,06 m (−0,1)  Niurka Montalvo, Sevilla, 23. August 1999
51. 7,06 m  Tatjana Ter-Mesrobjan, Sankt Petersburg, 22. Mai 2002
52. 7,06 m (1,3)  Larissa Iapichino, Palermo, 31. Mai 2025

- Schweizer Rekord: 6,90 m Annik Kälin, Apeldoorn, 8. März 2025